# Gärdforsberget
Gärdforsberget är ett naturreservat i Överkalix kommun i Norrbottens län.
Området är naturskyddat sedan 2009 och är 2,6 kvadratkilometer stort. Reservatet omfattar en bergsrygg med två mindre toppar. Reservatet består av tallskog.